# 트리스탄 화음

트리스탄 화음은 바, 나, 올림라, 올림사(F, B, D#, G#)로 이루어진 화음이다. 일반화시켜서 근음을 기준으로 증4도, 증6도, 증9도의 음정들로 이루어진 화음을 칭하기도 한다. 리하르트 바그너의 오페라 '트리스탄과 이졸데' 도입부의 트리스탄을 상징하는 라이트모티프의 일부로 나오기 때문에 트리스탄 화음이라고 불린다.